# Зяблики Дарвіна
Зяблики Дарвіна або галапагоські зяблики (або в'юрки) — група 14 видів горобцеподібних птахів родини вівсянкових (Emberizidae), відомі тим, що саме зразки цієї групи Чарльз Дарвін зібрав під час подорожі до Галапагоських островів під час другої подорожі «Бігля». 13 видів групи водяться на Галапагоських островах і одна на острові Кокос. Термін «зяблики Дарвіна» був введений в 1936 році Персі Луові і популяризован у книзі 1947 року Девіда Лека «Зяблики Дарвіна» (Darwin's Finches).
Представники групи — невеликі птахи приблизно однакового розміру 10-20 см. Види групи відрізняються один від одного за розміром та формою дзьоба, що дозволяє їм займати різні екологічні ніші. Крім того, види відрізняються за забарвленням (хоча домінують коричневаті або чорні кольори) та вокалізацією.

## Різноманітність дарвінових в'юрків скорочується через міжвидову гібридизацію
З часів Дарвіна галапагоські зяблики вважаються класичним прикладом швидкого видоутворення в умовах острівної ізоляції. На початку XX ст. на о. Флореан мешкало три види деревних зябликів: малий, середній і великий. Зараз великий деревний зяблик повністю вимер, а середній інтенсивно гібридизуючись з малим, що може призвести до повного злиття двох видів. Причина вимирання і міжвидової гібридизації — паразитична муха Philornis downsi, личинки якої оселяються в гніздах зябликів і вбивають пташенят